# 新疆鼠李
新疆鼠李（学名：Rhamnus songorica），为鼠李科鼠李属下的一个植物种。其种加词“songorica”意为“准噶尔的”。